# Natsume Yuki
Yuki Natsume (sinh ngày 18 tháng 11 năm 1988) là một cầu thủ bóng đá người Nhật Bản.

## Sự nghiệp câu lạc bộ
Yuki Natsume đã từng chơi cho Kawasaki Frontale, Tochigi SC và Matsumoto Yamaga FC.